# Karuks
Els karuk són una tribu d'amerindis de Califòrnia que parlaven karuk, una llengua del grup hoka, el nom de la qual procedeix de káruk "riu amunt",.:397 i eren anomenats Chum-ne en tolowa. Es dividien en 50 llogarrets.

## Localització
Happy Camp (Califòrnia) es troba al cor del seu territori ancestral, que s'estén al llarg del riu Klamath de Bluff Creek (vora la comunitat d'Orleans al comtat de Humboldt) a través del comtat de Siskiyou i al Sud d'Oregon. Formen part de tres tribus reconegudes federalment:
- Tribu Karuk
- Comunitat índia Cher-Ae Heights de la ranxeria Trinidad[4]
- Comunitat índia Quartz Valley

## Demografia
Les estimacions per a les poblacions anteriors al contacte de la majoria dels grups nadius a Califòrnia han variat substancialment. Alfred L. Kroeber proposà una població karuk de 1.500 individus en 1770. Sherburne F. Cook inicialment n'estimà 2.000, més tard els augmentà a 2.700. En 1910, Kroeber informà que la població supervivent karuk era de 800 individus.
Segons dades del cens dels Estats Units del 2000 n'hi havia 3.164 de purs, 272 de barrejats amb altres tribus, 1.329 de barrejats amb altres races i 136 de barrejats amb altres races i altres tribus. En total 4.901 individus.
Segons dades de la BIA del 1995, a la Reserva Karuk hi vivien 5.956 habitants (3.684 en el rol tribal). A la ranxeria de Quartz Valley, compartida amb klamaths i shasta, hi vivien 200 individus (249 en el rol tribal).

## Costums
La seva cultura és similar a la dels yuroks. Llurs llogarrets eren petites col·leccions de cases independents que pertanyien a famílies individuals, i no pas a una comunitat unificada amb autoritat política total. Els residents als llogarrets dividien els drets de les àrees de subsistència i els d'execució de certs rituals, però d'altres drets, com els de pesca, cacera i recol·lecció, pertanyien a cases particulars. La consciència de classe i la diferència entre rics i pobres els era molt marcada. Aquests drets s'adquirien per herència, dot, diners de sang o per venda. Les ciutats també tenien cases de suor, les quals servien de dormitori als homes i eren una unitat social bàsica (consistent en comptats membres en la banda paterna, encapçalats pel membre més vell). També tenien cases menstruals per a les dones.
Al cap duien una banda coberta amb plomes de gall dindi, rematades amb budells de cérvol. La seva economia era basada en la pesca del salmó i la recollida d'aglans, i també realitzaven cistells. Usualment, proveïen de canoes als yurok, puix que tenien accés als boscos de sequoies. La riquesa es comptava en cinturons de petxines dentegades, talles d'obsidiana, cabelleres d'ocell picasoques i pells de cérvol albí. Adquirir riqueses era el major ideal dels yurok i karok. Les renyines eren habituals, amb el pagament de diners de sang tot seguint una precisada escala de valors que depenien de la seriositat de l'ofensa. El valor de la vida humana depenia del seu estatus social.
La religió estava compromesa amb l'esforç individual per a obtenir béns sobrenaturals, especialment mitjançant rituals purificadors i ritus per al benestar públic. La més important era el Cicle de Renovació del Món, en el qual hom assegurava abundància de menjar, riqueses i béns. Incloïa la recitació de fórmules màgiques tot repetint les paraules d'un ancià esperit de casta i d'altres actes. També celebraven amb els yurok i hupa la dansa anyal de la Pell del Cérvol Albí. El poder espiritual de guarir malalties estava reservat a les dones, la qual cosa les donava no sols prestigi sinó també riqueses. Tant yurok com karok celebraven el potlacht, amb danses de màscares, art representatiu i d'altres arts propis de les tribus del Nord-oest.

## Història
Se’ls considerava la tribu més desenvolupada del Nord de Califòrnia. Es van mantenir aïllats dels blancs fins ben entrat el segle xix. Teòricament, formaven part de l'Imperi Espanyol, i des del 1821 de la República de Mèxic, però mai no els van molestar.
Des del 1848, pel Tractat de Guadalupe-Hidalgo, passaren a formar part dels EUA, i dins d'ells, des del 1849 de l'Estat de Califòrnia. Però no van tenir contacte real amb els blancs fins al 1870, ja que al seu territori no hi havia or.
Des d'aleshores l'alcohol, les malalties i l'aculturació els ha fet disminuir en nombre, i a finals del segle xix la BIA els va cedir algunes reserves al seu territori original.

## Notables karuks
- Rob Cabitto, autor d'una memòria sobre les lluites per la identitat i contra l'addicció
- Jetty Rae, música indie folk; la seva àvia, Jetty Rae Thom, era karuk de pura sang.[8]

## Karuk en films
- Andrew Chambers. 2008. Pikyáv (soluciona-ho!). Documental film produït per les sèries Truly California. KQED Public Television i C. Buried Star Productions.

## Ennlaços externs
- (anglès) Tribu Karuk de Califòrnia
- (anglès) Ayukii: Karuk, El Poble del Klamath
- (anglès) Secció de Llengua Karuk Arxivat 2005-11-03 a Wayback Machine.
- (anglès) Recursos en llengua Karuk Arxivat 2005-12-15 a Wayback Machine.